# Єва Скалецька
Єва Скалецька (нар. 2010) — українська школярка з Харкова, яка написала щоденник під час перебування у підвалі в перші дні російського вторгнення в Україну. Її книга надрукована англійською мовою 25 жовтня у Великій Британії видавництвом «Bloomsbury Publishing» та у США видавництвом «Union Square & Co.».

## Життєпис
Єва написала щоденник у перші дні після російського вторгнення в Україну у лютому 2022 року. Вона тоді перебувала у підвалі в Харкові, де почала вести детальний опис своїх вражень та переживань з 24 лютого до середини березня.
Після російського вторгнення в Україну Єва виїхала з бабусею, Іриною Скалецькою, з Харкова до Дубліна. Станом на жовтень 2022 року Єва продовжує навчатися у місцевій школі.

## Щоденник
Її щоденником зацікавилося британське видання «Bloomsbury», яке видало 25 жовтня щоденник під назвою «Ви не знаєте, що таке війна: щоденник молодої дівчини з України» (англ. You Don't Know What War Is) Окрім Великої Британії, щоденник Єви Скалецької вийде ще у 12 країнах світу.
Видавництву книги посприяло агентство ООН у справах біженців. Книга вийшла друком 25 жовтня у Великій Британії (видавництво «Bloomsbury») та США (видавництво «Union Square & Co.»). Обкладинка щоденника виконана за мотивами творів Анастасії Стефурак, мапи Харкова, України та Європи виконала ілюстраторка Ольга Штонда, теж переселенки з Харкова.
Книга також доступна в електронному варіанті.
27 жовтня 2022 року стало відомо, що голлівудська акторка Кіра Найтлі озвучила книжку Єви Скалецької.